# Anna Bechler
Anna Luise Bechler (* 23. Juli 1861 in Stuttgart; † 8. Januar 1941 in Ludwigsburg) war eine deutsche Schriftstellerin.

## Leben
Bechler kam in Stuttgart als Tochter des Geologen und Vermessungsingenieurs Gustav R. Bechler zur Welt. Die Familie zog 1883 in die Vereinigten Staaten. Der Vater war im US-amerikanischen Staatsdienst tätig. Da sein Arbeitsgebiet häufig wechselte, zog die Familie regelmäßig um. Bechler lebte unter anderem in Washington, D.C., Philadelphia und New York City. In New York begann Bechler zu schreiben und verfasste unter anderem Novellen und Skizzen, die in der New Yorker Staatszeitung erschienen.
Bechlers Vater verstarb 1893. Kurze Zeit später zog die Familie nach Deutschland zurück. Bechler wohnte zunächst in Dresden auf der Fürstenstraße 87 und kam um 1905 nach Ludwigsburg. Sie verstarb 1941.
Seit ihrer Zeit in Deutschland erschienen Novellen und Erzählungen Bechlers in verschiedenen Zeitschriften, so Im Forsthaus und Rosen in der Solinger Zeitung und Entfesselt, Mariechens Ferien, Zwei Schwestern, Loreley und Der Weihnachtsmann in der Deutschen Wacht. Das Stuttgarter Neue Tagblatt druckte ihre Erzählung Des Sängers letzter Wunsch. Ab 1902 erschienen kleinere Werke Bechlers im Druck. Sie stand unter anderem mit Ferdinand Graner und Otto Güntter im Briefkontakt.
Bechlers Grab befindet sich auf dem Neuen Friedhof in Ludwigsburg.

## Werke
- Erzählungen aus der Heimat. Pierson, Dresden/Leipzig 1902.
- Im Favorite-Park. Novellen. Ledermann, Berlin 1906.
- Gedichte von Anna Bechler. Aigner, Ludwigsburg 1915.
- Im Leuchthaus zu Mavasink. Novelle. Aigner, Ludwigsburg 1915.
- Aus alten Schlössern. Novellen. 2 Bde. Aigner, Ludwigsburg 1916.